# Soferim
Les Soferim (hébreu : סופרים scribes) sont un groupe de sages Hazal anonymes de l'ère du Second Temple. Leur période d'action correspond probablement à celle de la Grande Assemblée, débutant avec Ezra, qui était à la fois le chef de file des soferim et le premier président de l'Assemblée, et s'achevant avec Simon le Juste.
Ils avaient pour rôle de lire devant le peuple et d'expliquer la Bible, dont ils ont fixé le contenu et le texte.

## Origine
Le terme s'emploie au sens premier pour les « gens qui savent comment écrire », et était donc porté par les officiers royaux dont la fonction était de consigner les annales. Cette fonction officielle existait encore dans les tribunaux rabbiniques et dans les académies talmudiques. Cependant, ce savoir n'étant imparti qu'aux intelligents, sofer devient synonyme d'érudit ou de sage. Appliqué à Esdras, le terme pourrait s'entendre dans les deux sens, Esdras étant à la fois un copiste et un interprète de la Loi.
Par ailleurs, il est enseigné que les soferim ont été appelés ainsi car ils comptaient (lispor) les lettres de la Torah, afin de s'assurer de la justesse de leur copie ; pour d'autres rabbins, ils comptaient le nombre de lois afférent à une catégorie donnée : par exemple, il y a cinq types de personnes qui sont exemptés de la prescription de la terouma (un type d'offrande prélevé sur la récolte devant être remis aux prêtres de la nation), quatre catégories générales de dommages, trente-neuf catégories de travail interdites le chabbat, etc..
Bien qu'il puisse ne s'agir là que d'une interprétation aggadique du terme soferim, il est évident que ces scribes étaient les premiers maîtres de la Torah écrite, mais aussi orale.
La période d'activité des scribes commence avec la fin de la prophétie. Les soferim sont identifiés par Zacharias Frankel et Nachman Krochmal aux Hommes de la Grande Assemblée, dont Simon le Juste a été le dernier représentant. Si cette hypothèse, généralement admise, est fondée, l'organisation des scribes commencerait avec Esdras jusqu'à la conquête de la terre d'Israël par Alexandre de Macédoine, durant environ 200 ans.

## Fonctions
La méthode et les fonctions des soferim sont indiquées dans le huitième chapitre du Livre de Néhémie, et dans l'exégèse qu'en font les rabbins : Ezra ayant décrété un rassemblement au premier jour du septième mois, ses assistants « faisaient la lecture du livre, de la loi de Moïse, d'une manière distincte et en indiquaient le sens, de sorte que l'on comprit le texte. » Selon les docteurs du Talmud, cela signifie qu'ils faisaient d'abord la lecture du Texte, puis le traduisaient dans la langue vernaculaire, en élucidaient le sens en le découpant en versets, et l'on comprenait le texte grâce à la cantillation ou, selon d'autres, grâce aux traditions orales rattachées au Texte.

### L'enseignement de la Loi
La première et principale fonction des scribes est donc d'enseigner la Torah aux masses, et en particulier aux enfants.
Les rabbins les créditent pour ce faire de l'institution des Targoumim, traduction paraphrasée des livres bibliques, le plus souvent en judéo-araméen, et de l'établissement d'écoles visant à accroître le nombre de disciples afin de restaurer l'étude de la Torah parmi les Judéens. Les soferim auront également, malgré certaines concessions à l'araméen, eu à cœur de rétablir l'usage de l'hébreu, en bonne partie oublié au cours de l'exil de Babylone.

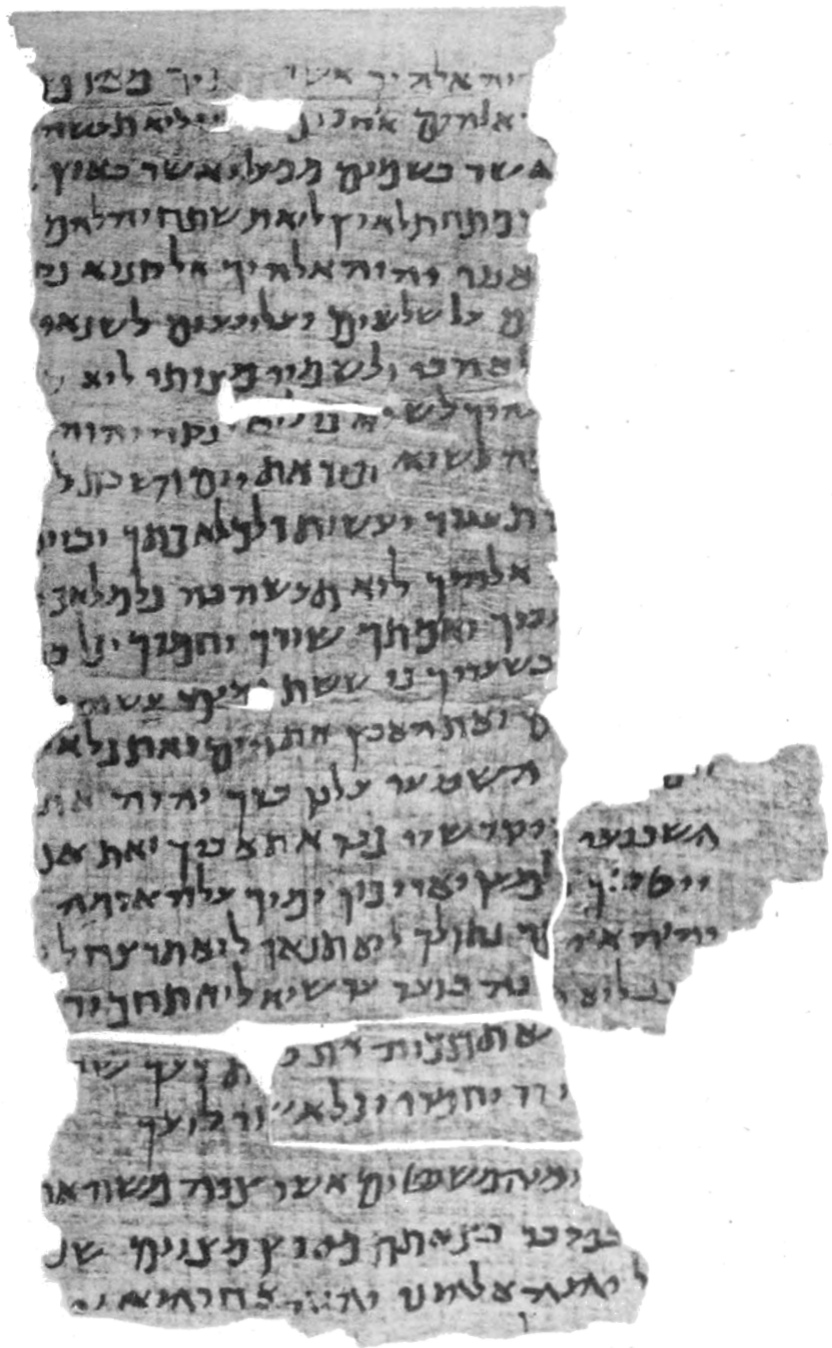
Le papyrus de Nash (IIe siècle av. l'ère commune) contient un fragment du Décalogue en lettres carrées.

### La transmission du Texte
Les scribes sont aussi à l'origine de la Massora, fixant la forme externe du texte biblique que la Massora aura pour tâche de conserver selon ses moindres nuances.
L'une de leurs mesures majeures est d'imposer le ktav ashouri (« écriture droite, » c'est-à-dire carrée) au détriment du ktav ivri, l'écriture paléo-hébraïque, adoptée (ou conservée) par les Hedyotot, c'est-à-dire les Samaritains. Il semble que les scribes souhaitaient, par le biais de cette opération, donner à la Torah un caractère sacré particulier, qui la différencierait d'autant mieux de la Torah samaritaine concurrente.
En outre, ils déterminent l'ordre des Livres du canon biblique fixé par les hommes de la Grande Assemblée, et procèdent au découpage du texte en parashiyot (« exposés, » sections de lecture) et en pessouqim (« clauses, » versets),. Ils déterminent aussi d'autres règles de base d'écriture d'un rouleau de la Torah, comme le nombre de lignes, de colonnes, de lettres dans chacune de celles-ci, les couronnes ornant ces lettres, l'obligation de commencer chaque nouvelle colonne par un vav (ו), etc..
Ils introduisent par ailleurs des irrégularités d'écriture (lettres plus grandes ou plus petites que le corps du texte, suspendues, inversées, etc.). Ils apportent d'autre part dix-huit « corrections » au Texte, les tiqqoune soferim, remplaçant par exemple « YHWH était encore en présence d'Abraham » par « Abraham était encore en présence de YHWH, » et « À tes dieux, Israël » par « À tes tentes, Israël,. » Ils proposent enfin des qeri-ketiv (lectures ou écritures alternatives), dont le plus célèbre est la substitution du Tétragramme (YHWH) par Adonay, et ajoutent des points, attribués par la tradition à Ezra, au-dessus de certains mots dont la signification leur semble douteuse.
À ces irrégularités, sacralisées au même titre que le texte biblique lui-même, se rattachent plusieurs midrashim, qui visent à les expliquer. Ces midrashim, ainsi que les qeri-ketiv et d'autres considérations des soferim sont longtemps demeurés oraux, au vu du caractère sacré du Texte, avant d'être consignés dans des recueils par les disciples des rabbins d'une part, et par les massorètes d'autre part.

### L'interprétation de la Loi
En tant qu'interprètes de la Loi et Sages de leurs générations, il incombe également aux scribes de formuler les règles de vie quotidienne afin de vivre en conformité avec la Loi.
Cependant, si la tradition rabbinique fait des soferim les précurseurs des Sages des générations ultérieures, ils privilégient, contrairement à ces derniers, la lettre à l'esprit du Texte. À cet égard, les différences entre les soferim et les hakhamim (« sages ») qui leur ont succédé sont manifestes : les Tannaïm (« répétiteurs » des traditions de leurs prédécesseurs), organiseront leurs enseignements pour former la Mishna, un corpus de lois orales qui n'indique que rarement les sources bibliques, alors que les soferim ne formulent généralement pas de halakhot (lois) détachées du Texte et semblent ne jamais aller au-delà de sa compréhension littérale. Certains articles de la Mishna pourraient cependant, par leur style, provenir directement des soferim.
Par ailleurs, les scribes ont adapté les lois aux exigences de l'époque, instituant parfois des « barrières » (seyagim) visant à éviter les transgressions accidentelles, et ceci constituait une autre de leurs tâches principales.

### La liturgie
On attribue aux scribes un rôle important dans la liturgie juive, et ils seraient à l'origine de nombreuses prières et bénédictions, ayant aussi institué certains rites, comme la lecture du Livre d'Esther lors de la fête de Pourim, qui commémore les évènements rapportés dans ce Livre.

## Autres emplois du terme
Le terme soferim a été utilisé, particulièrement dans la période post-macchabéenne, comme synonyme de « maîtres » (Aaron et Moïse eux-mêmes sont appelés « soferim d'Israël »).
Il est par ailleurs évident, dans certains passages du Talmud où le terme apparaît, que les soferim auxquels il est fait référence appartiennent à l'ère des Tannaïm, et sont des Sages bien ultérieurs. Le terme est aussi attribué à ceux des rabbins qui insistent particulièrement sur la lettre du Texte pour discuter des lois, comme Rabbi Meïr, Rabbi Hananel et Rabbi Samuel ben Shilat
Il peut aussi être employé à titre purement honorifique ou pour désigner l'équivalent d'un melamed (instituteur d'enfants).
Actuellement, un sofer, appelé sofer Sta"m en hébreu moderne, désigne un copiste expert en calligraphie hébraïque, qui a pour métier ou fonction de rédiger des documents officiels (comme un acte de mariage ou de divorce) ou saints (comme les rouleaux de Torah et les parchemins inclus dans les boîtiers des tefillin ou dans les mezouzot accrochées aux linteaux des portes).

## Source
Cet article contient des extraits de l'article « SCRIBES » par Isidore Singer, M. Seligsohn, Wilhelm Bacher & Juda David Eisenstein de la Jewish Encyclopedia de 1901–1906 dont le contenu se trouve dans le domaine public.